# Wiktor Sadecki

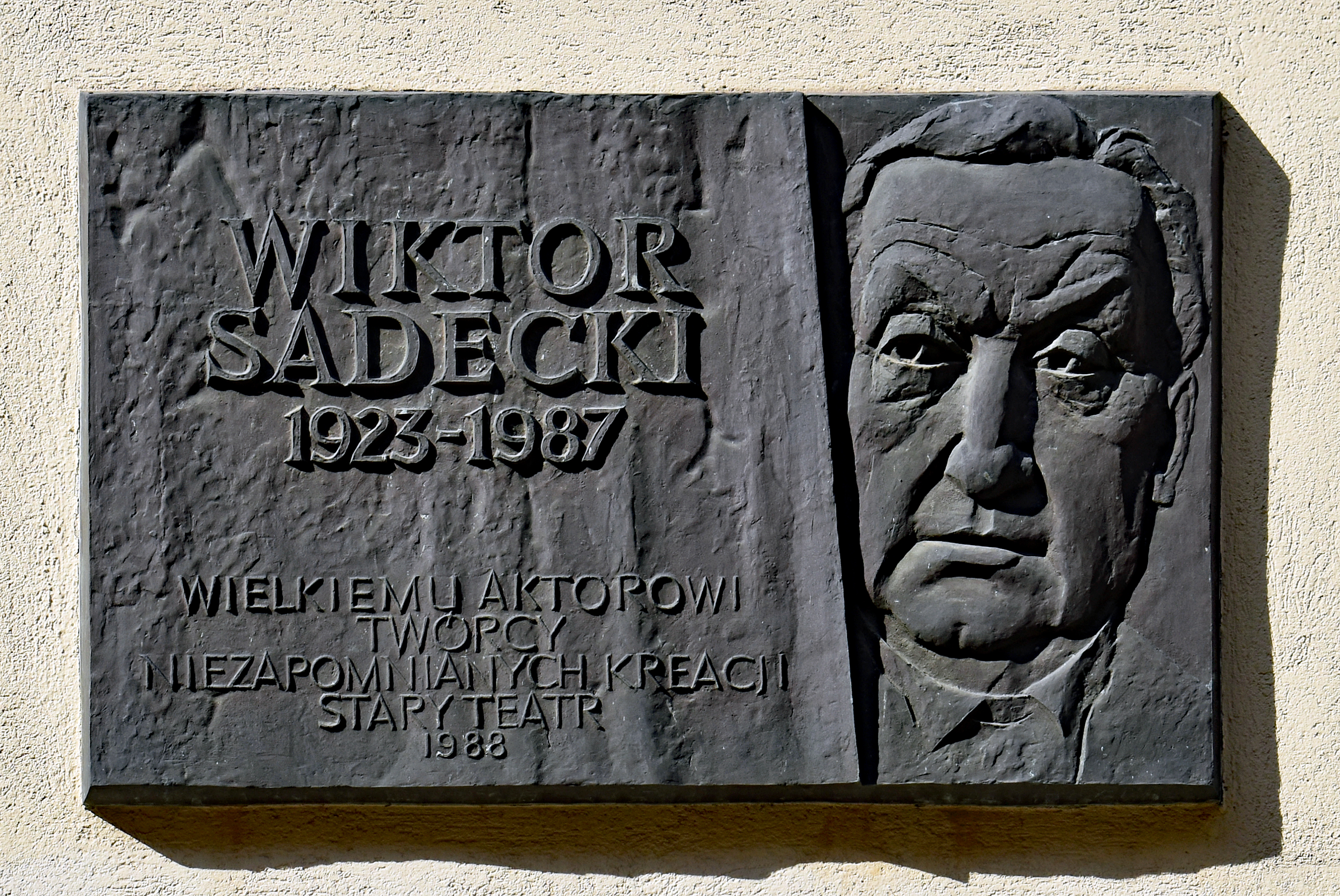
Tablica pamiątkowa na fasadzie Starego Teatru w Krakowie, ul. Jagiellońska5

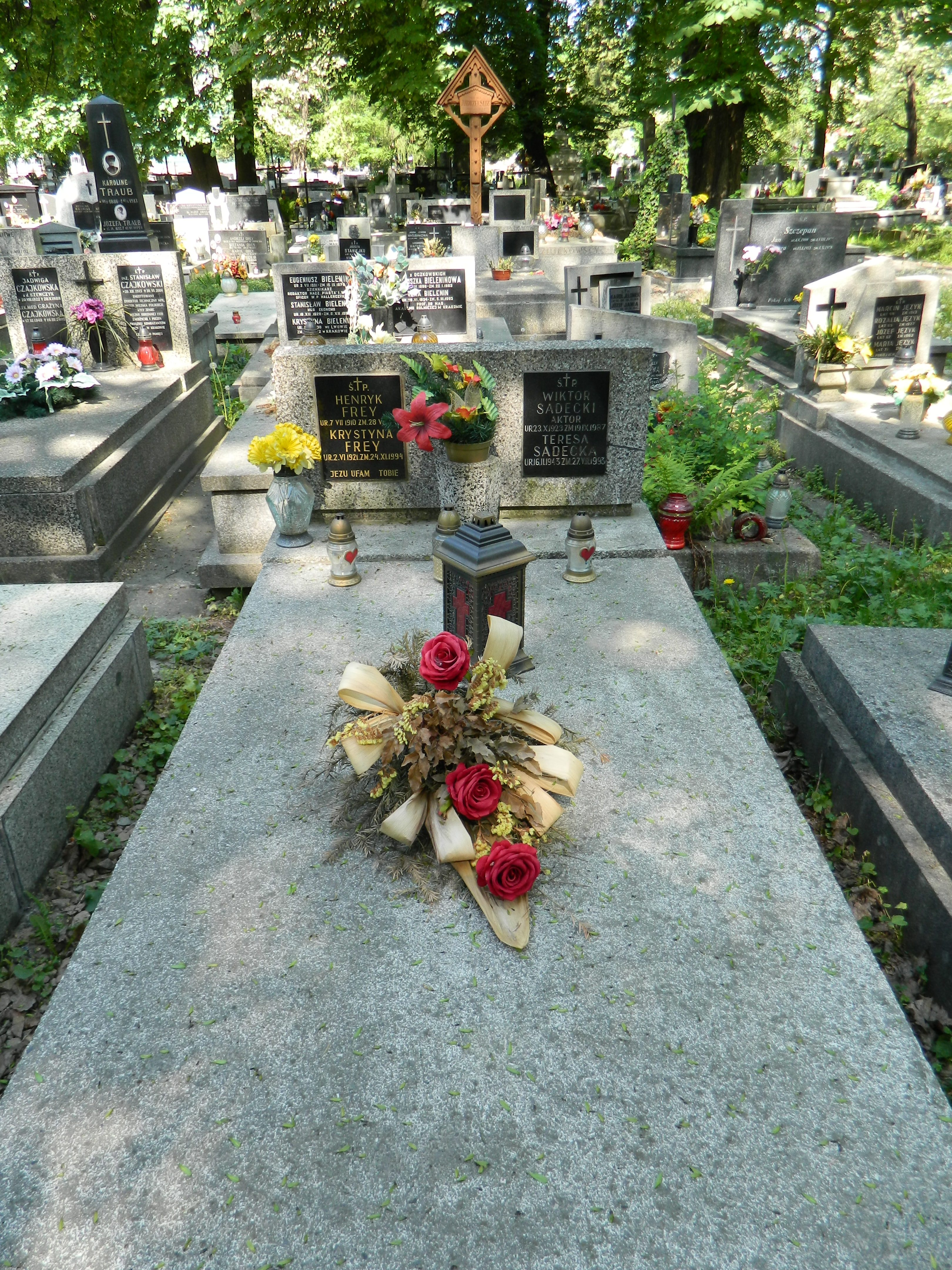
Grób Wiktora Sadeckiego na cmentarzu Rakowickim w Krakowie

Wiktor Sadecki (ur. 23 października 1923 w Krakowie, zm. 19 września 1987 w Warszawie) – polski aktor teatralny, filmowy i telewizyjny, reżyser.

## Życiorys
W 1945 ukończył Studio Aktorskie przy Starym Teatrze w Krakowie. W czasie II wojny światowej występował w Krakowskim Teatrze Podziemnym Adama Mularczyka (1940–1944). W latach 1944–1945 prowadził samodzielny zespół wyłoniony z KTP.
Związany ze scenami krakowskimi, grał w Teatrze im. Juliusza Słowackiego (1949–1954 i 1961–1966) oraz w Starym Teatrze (1954–1961 i 1966–1987). Występował także na deskach teatrów miejskich Częstochowy (sezon 1947/48) i Opola (1946–1947).
Odtwórca ról w kilkudziesięciu przedstawieniach teatralnych, m.in. Samuel w Sędziach Stanisława Wyspiańskiego w reż. Konrada Swinarskiego (1968), Wierchowienski w Biesach Fiodora Dostojewskiego w reż. Andrzeja Wajdy (1971), Senator w Dziadach Adama Mickiewicza w reż. Konrada Swinarskiego (1973), Wuj Albert w Procesie Franza Kafki w reż. Jerzego Jarockiego (1973), Wernyhora w Weselu Stanisława Wyspiańskiego w reż. Jerzego Grzegorzewskiego (1977), król Stanisław August Poniatowski w Termopilach polskich Tadeusza Micińskiego w reż. Krzysztofa Babickiego (1986) i Dyndalski w Zemście Aleksandra Fredry w reż. Andrzeja Wajdy (1986).
Grał w filmach, m.in. w Sanatorium pod Klepsydrą Wojciecha Jerzego Hasa, Wodzireju Feliksa Falka i Zmorach Wojciecha Marczewskiego oraz w serialach telewizyjnych: Chłopi, Janosik i Królowa Bona. Użyczył swojego głosu postaci smoka wawelskiego w serialach animowanych Porwanie Baltazara Gąbki i Wyprawa Profesora Gąbki. W 1983 wcielił się w rolę Hugona Kołłątaja w fabularyzowanym dokumencie Wielki statysta. Był popularnym aktorem estradowym, występował m.in. w słynnym krakowskim kabarecie „Jama Michalikowa”.
Występował również w Teatrze Telewizji, m.in. w spektaklach: Cymbelin Williama Szekspira w reż. Jerzego Jarockiego jako Cymbelin (1968), Eugenia Grandet Honoriusza Balzaka w reż. Bogdana Hussakowskiego jako pan des Grassins (1968), Błazen Aleksandra Świętochowskiego w reż. Piotra Paradowskiego jako Krzysztof Ślepowron (1973), Bunt na U.S.S. Caine Hermana Wouka w reż. Ireny Wollen jako Audytor (1974), Płatonow Antona Czechowa w reż. Bogdana Hussakowskiego jako Głagoliew (1976), Matka Witkacego w reż. Jerzego Jarockiego jako Apolinary Plejtus (1976), Smuga cienia Josepha Conrada w reż. Ireny Wollen jako kapitan Ellis (1976), Cyd Stanisława Wyspiańskiego w reż. Ireny Wollen jako Don Gomes (1977) oraz w Legendzie o Putyfarze według Tomasza Manna w reż. Konrada Nałęckiego jako Putyfar (1977), Pastorałce Leona Schillera w reż. Stefana Szlachtycza jako Herod (1979), Borysie Godunowie Aleksandra Puszkina w reż. Laco Adamíka jako Mniszech (1981), Nie-Boskiej komedii Zygmunta Krasińskiego w reż. Zygmunta Hübnera jako ojciec Chrzestny (1982), a także w przedstawieniach Wróg ludu Henrika Ibsena w reż. Jana Błeszyńskiego jako Marten Kill (1983) i Dziady Adama Mickiewicza w reż. Konrada Swinarskiego jako senator (1983).
Był trzykrotnie żonaty, jego pierwszą żoną była Irena z d. Michalczyk, drugą Melania Podgórska z d. Kamińska, z którą miał córkę Elżbietę, trzecią Teresa Zawadzka z d. Kempka.
Zmarł w Warszawie. Pochowany na cmentarzu Rakowickim w Krakowie (kwatera XXVB-15-23).

## Filmografia
- Pierwsze dni (1951) – magazynier Wiatros
- Trzy opowieści (1953) – dywersant Nowak (cz. 1. 'Cement)
- Zagubione uczucia (1957) – Józef Kowalski, znajomy Stańczakowej z pracy
- Dezerter (1958) – górnik
- Chłopi (serial telewizyjny) (1972) – karczmarz Jankiel
- Diabeł (1972) – Herz
- Kopernik (1972) – Wojciech z Brudzewa, wykładowca Akademii Krakowskiej
- Kopernik (serial telewizyjny) (1972) – Wojciech z Brudzewa, wykładowca Akademii Krakowskiej
- Chłopi (1973) – karczmarz Jankiel
- Czarne chmury (serial telewizyjny) (1973) – mieszczanin z Lecka (odc. 1. Szafot)
- Janosik (serial telewizyjny) (1973) – harnaś Jakubek (odc. 1. Pierwsze nauki i odc. 2. Zbójnickie prawa)
- Sanatorium pod Klepsydrą (1973) – dostojnik
- Janosik (1974) – harnaś Jakubek
- Sędziowie, tragedya (1974) – Samuel
- Próba ciśnienia (1976) – pan Rogowski, ojciec Andrzeja
- Wodzirej (1977) – Czesław Lasota
- Zmory (1978) – dyrektor gimnazjum
- Królowa Bona (serial telewizyjny) (1980) – Andrzej Krzycki, sekretarz króla, biskup przemyski
- Pałac (1980) – biskup
- W biały dzień (1980) – świadek na procesie „Koraba"
- Z biegiem lat, z biegiem dni... (serial telewizyjny) (1980) – Franciszek Józef I (odc. 1. Kraków 1874)
- Lata dwudzieste... lata trzydzieste... (1983) – mistrz tańca
- 07 zgłoś się (serial telewizyjny) (1984) – mecenas Kazimierz Sadecki, przyjaciel Kalkowskiego (odc. 18. Bilet do Frankfurtu)
- 5 dni z życia emeryta (1984) – redaktor Paliwoda, kawiarniany znajomy Bzowskiego
- Rycerze i rabusie (serial telewizyjny) (1984) – książę Radziwiłł (odc. 6. Skarb Mohilanki)
- Temida (serial telewizyjny) (1985) – redaktor IKC (odc. 2. Powrót po śmierć)
- Biała wizytówka (1986) – profesor Keuster (odc. 2. Sweet Home)
- Na kłopoty... Bednarski (serial telewizyjny) (1986) – „Profesor”, właściciel sklepu zoologicznego
- Skrzypce Rotszylda (1988) – Mosze

## Odznaczenia
- Krzyż Kawalerski Orderu Odrodzenia Polski (1977),
- Medal 10-lecia Polski Ludowej (28 stycznia 1955)[2],
- Odznaka „Zasłużony Działacz Kultury” (1975),
- Złota Odznaka „Za Zasługi dla Krakowa” (1965).

## Nagrody
- Nagroda Ministra Kultury i Sztuki I stopnia (1975);
- Nagroda Ministra Kultury i Sztuki II stopnia (1965)
- Nagroda Przewodniczącego Komitetu do Spraw Radia i Telewizji I stopnia (zespołowa) za osiągnięcia aktorskie, a szczególnie za przybliżenie postaci historycznej, Andrzeja Krzyckiego, w serialu telewizyjnym Królowa Bona (1982)
- I nagroda na Festiwalu Sztuk Rosyjskich i Radzieckich w Katowicach za rolę Nieszczastliwcewa w spektaklu Las Aleksandra Ostrowskiego w reż. Władysława Krzemińskiego (1964)